# Soběhrdy
Soběhrdy (en allemand : Sobiehrad) est une commune du district de Benešov, dans la région de Bohême-Centrale, en République tchèque. Sa population s'élevait à 410 habitants en 2020.

## Géographie
Soběhrdy se trouve à 6 km au nord-nord-est de Benešov et à 36 km au sud-est de Prague.
La commune est limitée par Čerčany et Přestavlky u Čerčan au nord, par Petroupim à l'est et au sud-est, par Benešov au sud, et par Mrač à l'ouest.

## Histoire
La première mention écrite de la localité date de 1360.

## Administration
La commune se compose de cinq quartiers :
- Soběhrdy
- Mezihoří
- Phov
- Žíňany
- Žíňánky

## Galerie

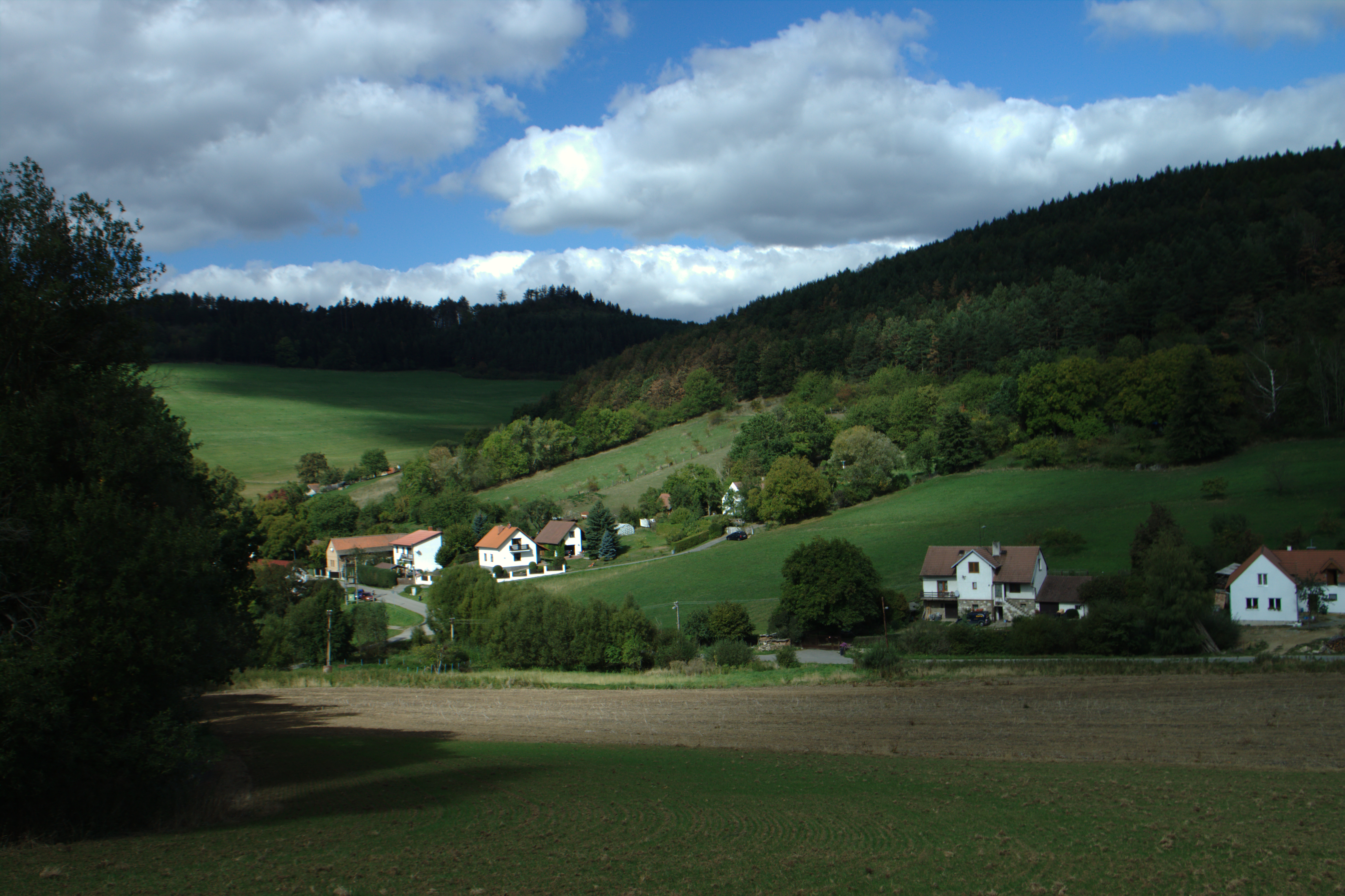
Le hameau de Mezihoří.
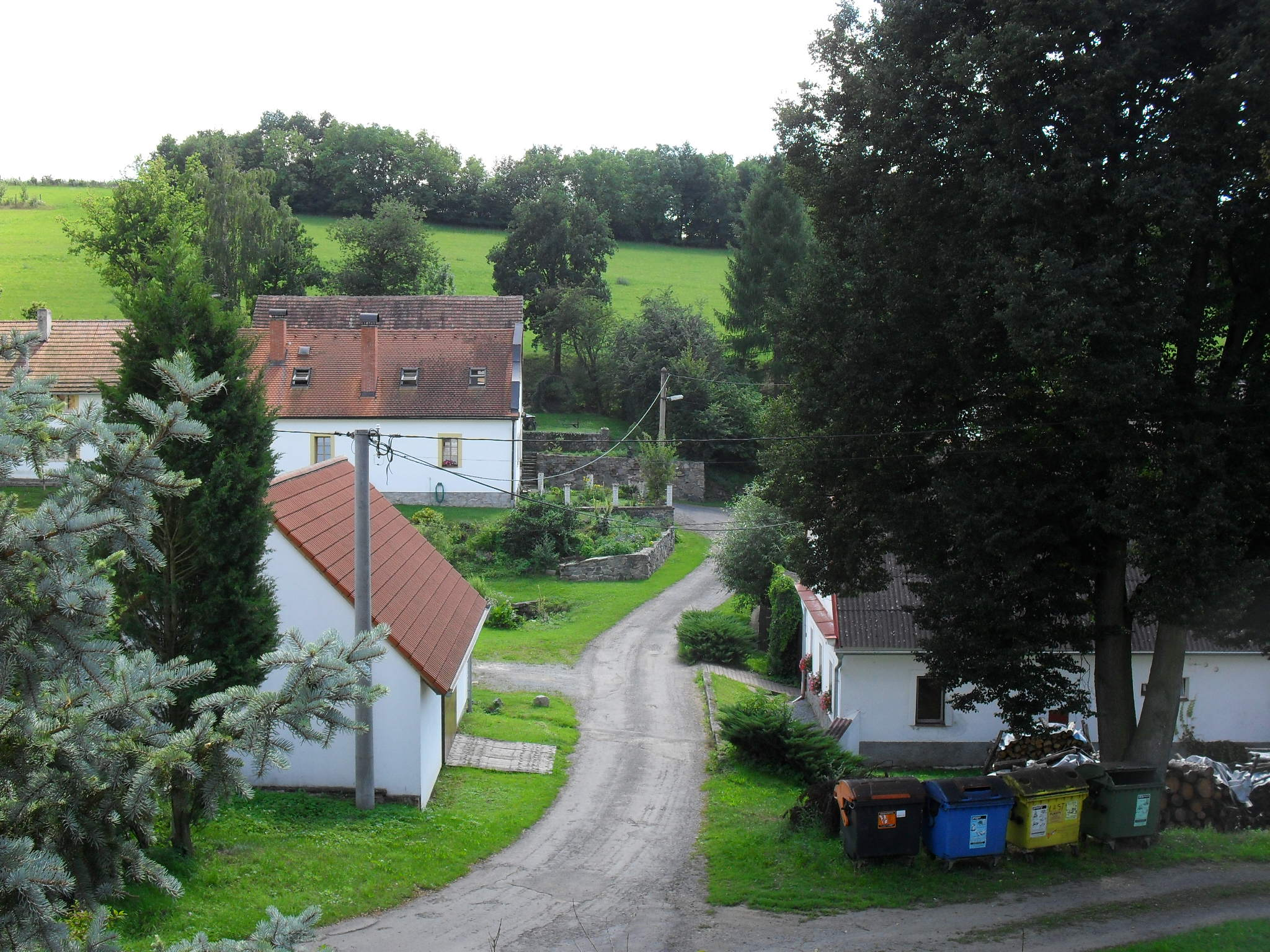
Le hameau de Žíňany.